# Angirasu benjamini
Espèce
Synonymes
- Speleonectes benjamini Yager, 1987

Angirasu benjamini est une espèce de rémipèdes de la famille des Cryptocorynetidae.

## Distribution
Cette espèce est endémique des Bahamas. Elle se rencontre dans les grottes anchialines Asgard Cave et Sagittarius Cave de Grand Bahama et Dan's Cave de Great Abaco.

## Description
L'holotype mesure 16,8 mm.

## Publication originale
- Yager, 1987 : Cryptocorynetes haptodiscus, new genus, new species, and Speleonectes benjamini, new species, of remipede crustaceans from anchialine caves in the Bahamas, with remarks on distribution and ecology. Proceedings of the Biological Society of Washington, vol. 100, no 2, p. 302-320 (texte intégral).